# Фазани (потпородица)
Фазани или пољске коке, праве коке, прави фазани (лат. Phasianinae) су потпородица породице фазани (Phasianidae) из реда кока (Galliformes). У ову потпородицу спада велики број врста фазана, паунова, монала, прашумских кокошки и трагопана.

## Таксономија
До 1990-их је сматрано да је ова потпородица монофилетска, међутим анализе ДНК су показале да су неке врсте јаребица и препелица из потпородице јаребица (Perdicinae) ближе неким врстама фазана или прашумских кокошки из потпородице фазана (Phasianinae) него другим врстама из потпородице јаребица.

### Родови и врсте
- Род Ithaginis (пругасти трагопан)
  - Пругасти трагопан
 (Ithaginis cruentus)
- Род Tragopan (трагопани)
  - Мрки трагопан
 (Tragopan melanocephalus)
  - Црвени трагопан
 (Tragopan satyra)
  - Црвеногруди трагопан
 (Tragopan blythii)
  - Теминков трагопан
 (Tragopan temminckii)
  - Пегави трагопан
 (Tragopan caboti)
- Род Pucrasia (широкорепи фазан)
  - Широкорепи фазан
 (Pucrasia macrolopha)
- Род Lophophorus (монали)
  - Хималајски монал
 (Lophophorus impejanus)
  - Белолеђи монал
 (Lophophorus sclateri)
  - Кинески монал
 (Lophophorus lhuysii)
- Род Gallus (праве коке)
  - Црвена дивља кокошка или црвена прашумска кокошка
 (Gallus gallus)
    - подврста домаћа кокошка
 (Gallus gallus domesticus)

  - Пегава кокошка или пегава прашумска кокошка
 (Gallus sonneratii)
  - Цејлонска кокошка или цејлонска прашумска кокошка
 (Gallus lafayetii)
  - Зелена кокошка или зелена прашумска кокошка
 (Gallus varius)
- Род Lophura (кокошји фазани)
  - Непалски фазан
 (Lophura leucomelanos)
  - Сребрни фазан
 (Lophura nycthemera)
  - Плави фазан
 (Lophura imperialis)
  - Вијетнамски фазан
 (Lophura edwardsi)
    - Lophura edwardsi var. (раније Lophura hatinhensis)[4]

  - Тајвански фазан или седласти фазан
 (Lophura swinhoii)
  - Суматрански фазан
 (Lophura hoogerwerfi)
  - Краткорепи фазан
 (Lophura inornata)
  - Црвенорепи фазан
 (Lophura erythrophthalma)
  - Ћубасти фазан
 (Lophura ignita)
  - Црвеноглави фазан или сијамски фазан
 (Lophura diardi)
  - Белорепи фазан
 (Lophura bulweri)
- Род Crossoptilon (ушати фазани)
  - Бели ушати фазан или бели фазан
 (Crossoptilon crossoptilon)
  - Тибетански ушати фазан
 (Crossoptilon harmani)
  - Бркати фазан
 (Crossoptilon mantchuricum)
  - Плави ушати фазан
 (Crossoptilon auritum)
- Род Catreus (хималајски фазан)
  - Хималајски фазан
 (Catreus wallichii)
- Род Syrmaticus (дугорепи фазани)
  - Краљевски фазан
 (Syrmaticus reevesi)
  - Белотрби фазан или елиотов фазан
 (Syrmaticus ellioti)
  - Плавоврати фазан
 (Syrmaticus humiae)
  - Мрки фазан
 (Syrmaticus mikado)
  - Бакарни фазан
 (Syrmaticus soemmerringi)
- Род Phasianus (обични фазани)
  - Обични шарени фазан или зелени фазан
 (Phasianus versicolor)
  - Обични фазан
 (Phasianus colchicus)
- Род Chrysolophus (златни и дијамантски фазан)
  - Златни фазан
 (Chrysolophus pictus)
  - Дијамантски фазан
 (Chrysolophus amherstiae)
- Род Polyplectron (паунаши)
  - Суматрански паунаш
 (Polyplectron chalcurum)
  - Смеђолеђи паунаш
 (Polyplectron inopinatum)
  - Вијетнамски паунаш
 (Polyplectron germaini)
  - Сиви паунаш
 (Polyplectron bicalcaratum)
  - Хајнански паунаш
 (Polyplectron katsumatae)
  - Малајски паунаш
 (Polyplectron malacense)
  - Борнеански паунаш
 (Polyplectron schleiermacheri)
  - Палавански паунаш
 (Polyplectron emphanum)
- Род Rheinardia (пегави паун)
  - Пегави паун
 (Rheinardia ocellata)
- Род Argusianus (плавоглави паун)
  - Плавоглави паун
 (Argusianus argus)
- Род Pavo (прави пауни)
  - Индијски паун или плави паун
 (Pavo cristatus)
  - Неми паун или зелени паун
 (Pavo muticus)
- Род Afropavo (конгоански паун)
  - Конгоански паун
 (Afropavo congensis)